# 里卡斯体育馆

里卡斯体育馆位于马来西亚沙巴州亚庇内一座体育场，现时为沙巴主场。